# Ermida de São José (Fonte do Bastardo)
A Ermida de São José é um templo cristão português localizado na freguesia açoriana de Fonte do Bastardo, concelho da Praia da Vitória, ilha Terceira.
Esta ermida nos seus tempos áureos apresentou-se como um dos mais belos e elegantes templos particulares da Terceira. Tinha no seu interior as alfaias antigas e de grande valor como a imagem de Nossa Senhora do Rosário com origem no século XVII e a de São José com origem no século XV.
Foi seu fundador António Correia da Fonseca corria o ano de 1583. Foi praticamente destruída pelo terramoto de 1801.